# Rabanal de Arriba
Rabanal de Arriba es una localidad y pedanía perteneciente al municipio de Villablino, situado en la comarca de Laciana.
Está situado en la CV-101-7, saliendo de Villablino por la CL-631 en dirección a Ponferrada desviándose en la primera salida a la izquierda.

## Demografía
Tiene una población de 33 habitantes, con 17 hombres y 16 mujeres.